# Stefan Dryszel
Stefan Dryszel (ur. 25 grudnia 1958 w Stanicy) – polski tenisista stołowy oraz trener, medalista mistrzostw świata i Europy, wielokrotny medalista mistrzostw Polski.

## Kariera sportowa
Jest wychowankiem AZS Politechnika Śląska Gliwice. Występował także w barwach francuskiej drużyny U.L.J.A.P Roncq, niemieckich TTC Grenzau i CFC Hertha 06 Berlin.
Reprezentował Polskę na mistrzostwach świata w 1979, 1981, 1983, 1985 i 1987  oraz na mistrzostwach Europy w 1978, 1980, 1982, 1984, 1986 i 1988. 
W 1985 został brązowym medalistą mistrzostw świata w turnieju drużynowym. W 1984 został srebrnym, a w 1986 brązowym medalistą mistrzostw Europy w turnieju drużynowym. W 1986 i 1987 zwyciężył w drużynowych rozgrywkach europejskiej superligi. 
Na indywidualnych mistrzostwach Polski seniorów zdobył: w grze pojedynczej – trzy srebrne (1982, 1983, 1984) oraz cztery brązowe medale (1977, 1985, 1987, 1988), w grze podwójnej – trzy złote (1978, 1982, 1985), trzy srebrne (1979, 1987, 1988) oraz trzy brązowe medale (1976, 1983, 1986), a w grze mieszanej – trzy złote (1980 i 1981, 1983, cztery srebrne (1978, 1984, 1986, 1986) oraz dwa brązowe medale (1985, 1987).
Był trenerem reprezentacji Polski mężczyzn na igrzyskach olimpijskich w 1996, 2000, 2004 i 2008. Od listopada 2008 do marca 2009 był p.o. kierownika szkolenia PZTS. Od 1 lipca 2012 jest dyrektorem sportowym PZTS.
W 2001 został "za zasługi w działalności na rzecz rozwoju tenisa stołowego" odznaczony Brązowym Krzyżem Zasługi.